# Сульфадиметоксин
Сульфадиметокси́н — синтетичний антибактеріальний препарат з групи сульфаніламідних препаратів для перорального застосування.

## Фармакологічні властивості
Сульфадиметоксин — синтетичний препарат з групи сульфаніламідних препаратів тривалої дії. Препарат має бактеріостатичну дію, що полягає у порушенні синтезу мікрооргазмами фолієвої кислоти та блокуванні засвоєння мікроорганізмами параамінобензойної кислоти. До препарату чутливі наступні збудники: стафілококи, стрептококи, клебсієли, Escherichia coli, сальмонели, шигели, малярійний плазмодій, токсоплазма та деякі хламідії. Інші збудники до препарату нечутливі.

### Фармакокінетика
Сульфадиметоксин повільно всмоктується в шлунково-кишковому тракті, максимальна концентація в крові досягається за 8—12 годин. Біодоступність препарату становить 70—100 %. Препарат створює високі концентрації в більшості тканин і рідин організму. Сульфадиметоксин погано проходить через гематоенцефалічний бар'єр. Препарат проходить через плацентарний бар'єр та виділяється в грудне молоко. Метаболізується сульфадиметоксин в печінці з утворенням неактивних метаболітів. Період напіввиведення препарату складає 40 годин. Виводиться препарат з організму переважно нирками, частково з жовчю.

## Показання до застосування
Сульфадиметоксин на сьогодні показаний при інфекційних хворобах, що спричинюють чутливі до препарату мікроорганізми,: бронхіт, тонзиліт, пневмонія, гайморит, отит, піодермія, ранові інфекції, гонорея, холецистит, пієлоцистити, трахома, токсоплазмоз (у складі комбінованої терапії).

## Побічна дія
При застосуванні сульфадиметоксину можливі наступні побічні ефекти:
- Алергічні реакції — при тривалому застосуванні у високих дозах може спостерігатися висип на шкірі, кропив'янка, гіперемія шкіри, бронхоспазм, гарячка, фотодерматоз, синдром Стівенса-Джонсона, синдром Лаєлла, набряк Квінке, сироваткова хвороба; дуже рідко анафілактичний шок, вовчакоподібний синдром.
- З боку травної системи — частіше при тривалому застосуванні у високих дозах нудота, блювання, панкреатит, спрага, сухість в роті, біль у животі, діарея; дуже рідко гепатит, жовтяниця, розвиток печінкової енцефалопатії.
- З боку нервової системи — при тривалому застосуванні у високих дозах можуть спостерігатися головний біль, запаморочення, асептичний менінгіт, атаксія, підвищення внутрішньочерепного тиску, безсоння, депресія, психоз, периферична або оптична нейропатія.
- З боку серцево-судинної системи — дуже рідко міокардит.
- З боку дихальної системи — дуже рідко фіброзуючий альвеоліт, еозинофільні інфільтрати в легенях.
- З боку опорно-рухового апарату — дуже рідко вузликовий періартеріїт.
- З боку сечовидільної системи — часто кристалурія, забарвлення сечі в темно-жовтий колір; дуже рідко інтерстиціальний нефрит, тубулярний некроз, ниркова недостатність.
- З боку ендокринної системи — гіпоглікемія, гіпотиреоз.
- Зміни в лабораторних аналізах — рідко еозинофілія, лейкопенія, нейтропенія, тромбоцитопенія, гемолітична анемія, агранулоцитоз, гіпопротромбінемія, підвищення активності амінотрансфераз в крові, гіпоглікемія.

## Протипоказання
Сульфадиметоксин протипоказаний при підвищеній чутливості до сульфаніламідних препаратів, захворюваннях крові, хронічній серцевій недостатності, печінковій та нирковій недостатності, гепатиті, порфірії, дефіциті глюкозо-6-фосфатдегідрогенази, важких дерматитах, медикаментозній гарячці, вагітності та годуванні грудьми.

## Форми випуску
Сульфадиметоксин випускається у вигляді таблеток по 0,2 та 0,5 г.